# Willy Finch
Pour les articles homonymes, voir Finch.
Alfred William Finch, aussi connu sous le nom de Willy Finch, né Alfred Guillaume Finch le 28 novembre 1854 à Bruxelles et mort le 28 avril 1930 à Helsinki, est un artiste peintre néo-impressionniste, graveur et céramiste belge ayant vécu une grande partie de sa vie en Finlande. 

## Biographie
Né Alfred Guillaume Finch de parents britanniques, il grandit à Ostende. Formé à l'Académie des beaux-arts de Bruxelles de 1878 à 1879, Willy Finch a pour maître Joseph van Severdonck et James Ensor comme condisciple.
Membre des cercles artistiques  La Chrysalide et  L'Essor, il s'engage dans la défense de l'art contemporain, en 1883, il est un des membres fondateurs du groupe bruxellois d'avant-garde Les Vingt, soutenu par Octave Maus et Émile Verhaeren contre les conservateurs. En 1886, à Londres, il fait la connaissance du peintre James Abbott McNeill Whistler qu'il défend, il apprécie Fernand Khnopff, s'intéresse au  Mouvement Arts-and-crafts, aux théories de John Ruskin  et William Morris, qu'il a découverts lors de ses fréquents séjours en Angleterre, et, plus généralement, à Georges Lemmen, qui l'encourage et s'occupe de sa participation aux expositions, et Henry van de Velde.  
Au cours de l'année 1886, il tente d'assimiler tout ce qu'il peut sur le divisionnisme et l'activité de Georges Seurat sous l'influence de Claude Monet ou Camille Pissarro dont il voit les œuvres au Salon des XX de 1886. Il interroge ensuite Paul Signac sur l'utilité de la lecture d'Ogden Rood et de sa théorie scientifique des couleurs. Sa palette s'éclaircit et il développe une technique originale avec des lignes et des taches de couleur écartées, juxtaposées et superposées. La rencontre avec Seurat, en 1887, exerce le plus d'influence sur son travail et permet l'introduction du néo-impressionnisme (pointillisme) en Belgique. 
En 1890, par l'intermédiaire d’Anna Boch, rencontrée au groupe des XX, il devient décorateur sur faïence  à La Louvière. Il abandonne progressivement la peinture pour se consacrer à la céramique à Virginal, puis à Forges-lez-Chimay. Il se consacre à l'expérimentation et expose régulièrement sa production jusqu'en 1897, notamment au salon du groupe La Libre Esthétique et à l'Exposition internationale de Bruxelles de 1897 où il remporte une médaille d'argent ainsi qu'à l'Exposition Universelle de Paris en 1889. Louis Sparre, remarque son travail et l'invite à diriger une usine près de Porvoo dès 1897. Il s'installe ensuite définitivement à Helsinki ; jusqu'en 1930, il est professeur de céramique à l'école centrale des arts appliqués et  professeur de gravure à l'école de dessin de la société finlandaise des arts plastiques.
Ce n'est qu'en 1905 qu'il revient à la peinture, en réalisant des paysages de Finlande dans une facture pointilliste qui influença la jeune génération de peintres finlandais. À l'automne 1912, le critique d’art Louis Vauxcelles, à l’occasion de l’exposition Willy Finch à la galerie Bernheim-Jeune, parle de la « vigueur lumineuse » de ses paysages peints. La même année, alors qu'il est professeur à l'École des Arts décoratifs d'Helsinki, il fonde le groupe Septem, avec  le peintre Magnus Enckell et l'architecte Sigurd Frosterus. Ce groupe oriente le design finlandais.

## Œuvre
Ses œuvres sont visibles entre autres au Musée communal des beaux-arts d'Ixelles, au Musée des beaux-arts de Tournai, aux Musées royaux des beaux-arts à Bruxelles et à l'Ateneum d'Helsinki.
- La Route de Nieuport, 1888, huile sur toile, 53 × 69 cmMusée d'Art d'Indianapolis[9]
- Les Falaises au South Foreland, 1892, huile sur toile, 66 × 80 cm, Galerie nationale de Finlande[10]
- Une nuit d'août, 1898, huile sur toile, 35 × 45 cm, Galerie nationale de Finlande[11]
- Temps pluvieux à Hampton Court, 1907, huile sur toile, 63 × 79 cm, Galerie nationale de Finlande[12]
- Amberley River Valley (Arun River), 1911, huile sur toile, 63 × 86 cm, Galerie nationale de Finlande[13]

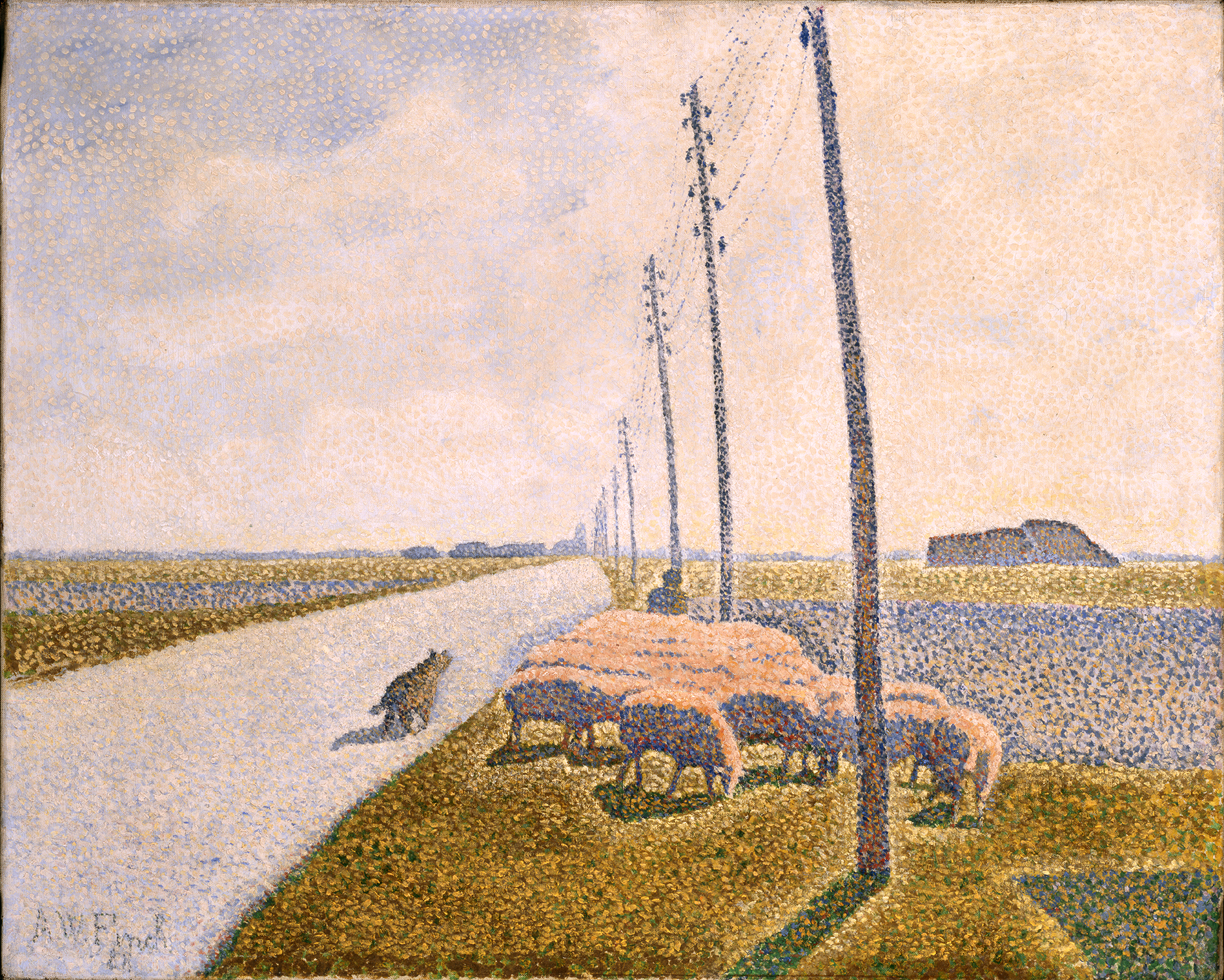
The Road to Nieuport, 1888 Musée d'Art d'Indianapolis
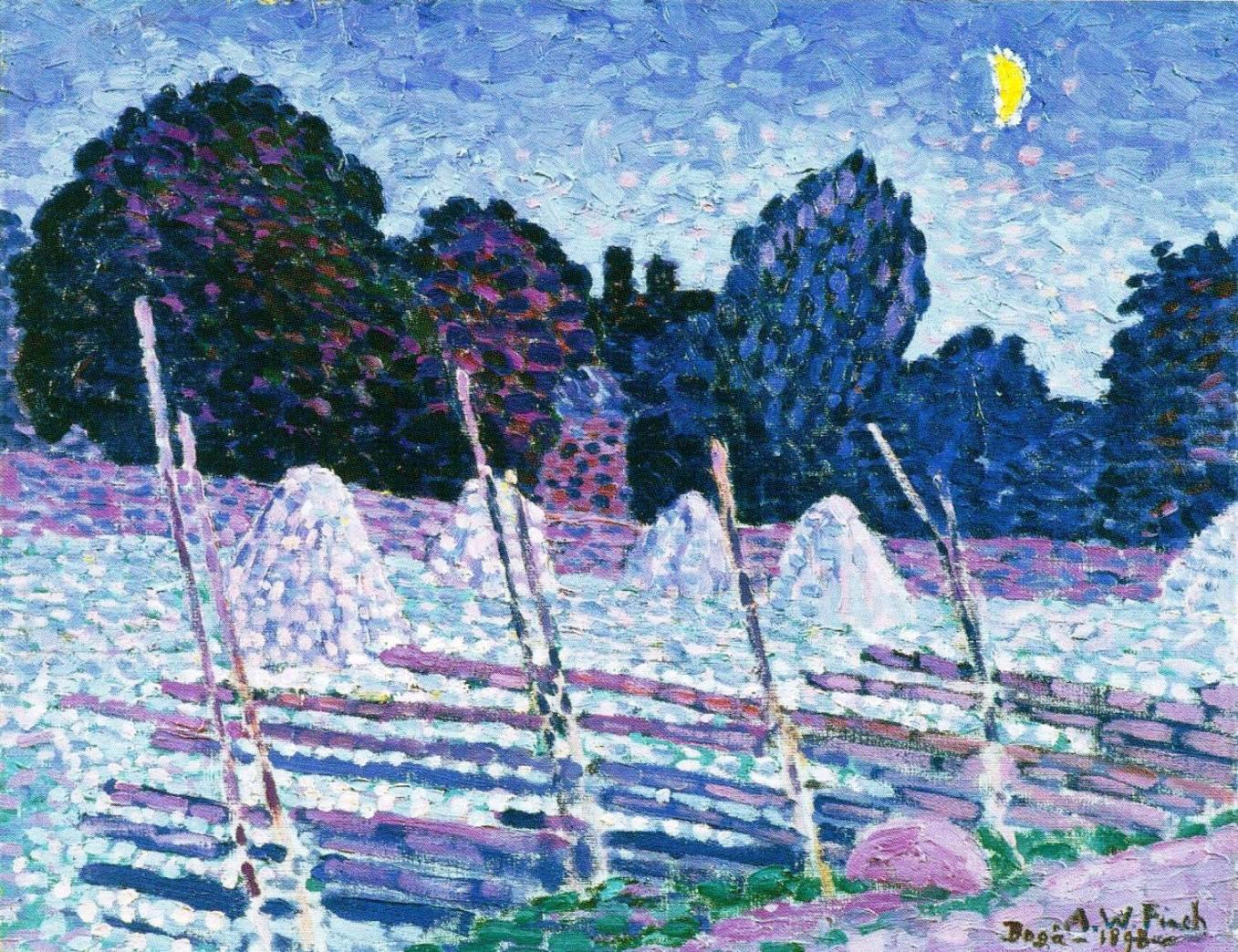
Une Nuit d'août, 1898 Musée d'Art Ateneum
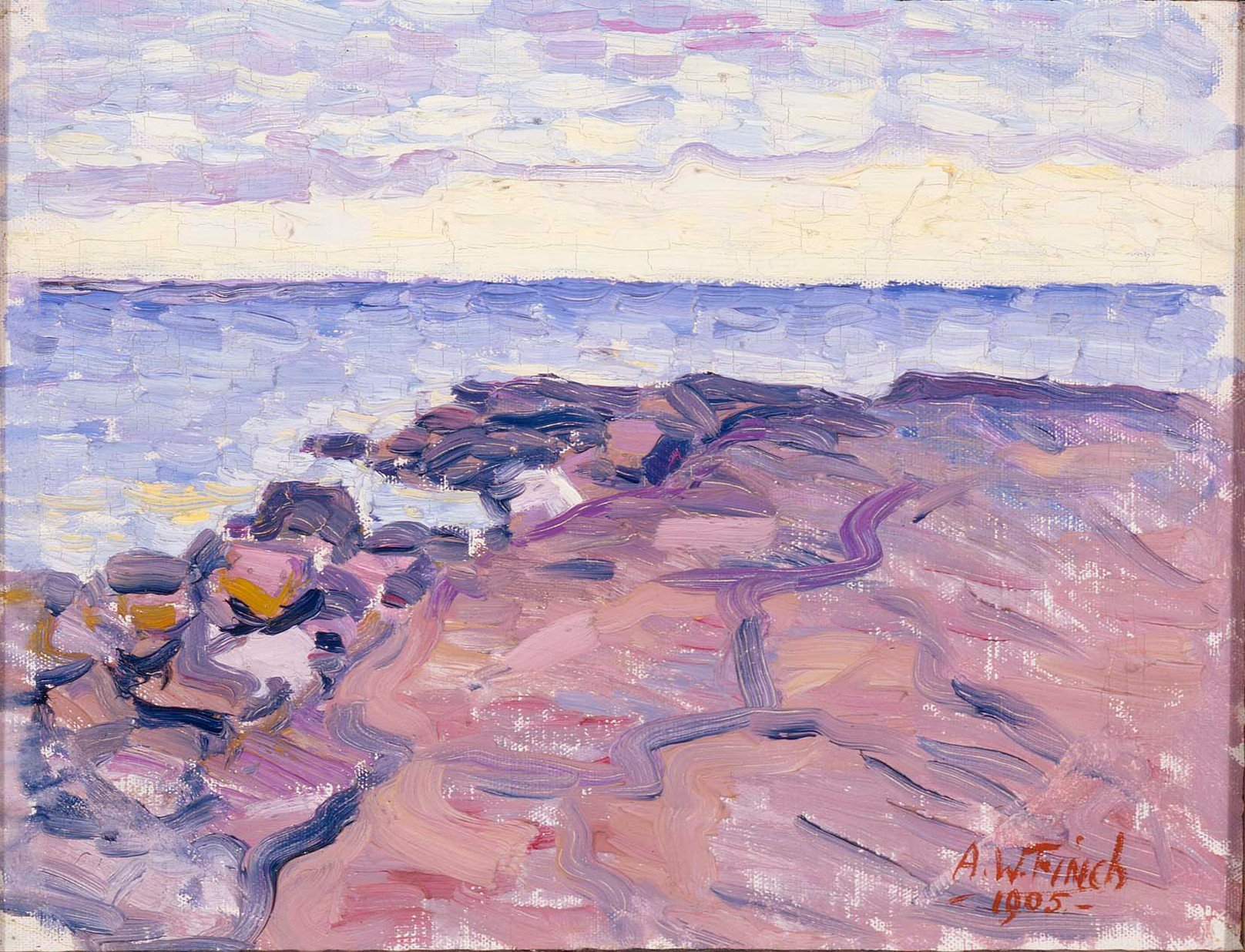
Rochers en bords de mer, 1905 Galerie nationale de Finlande
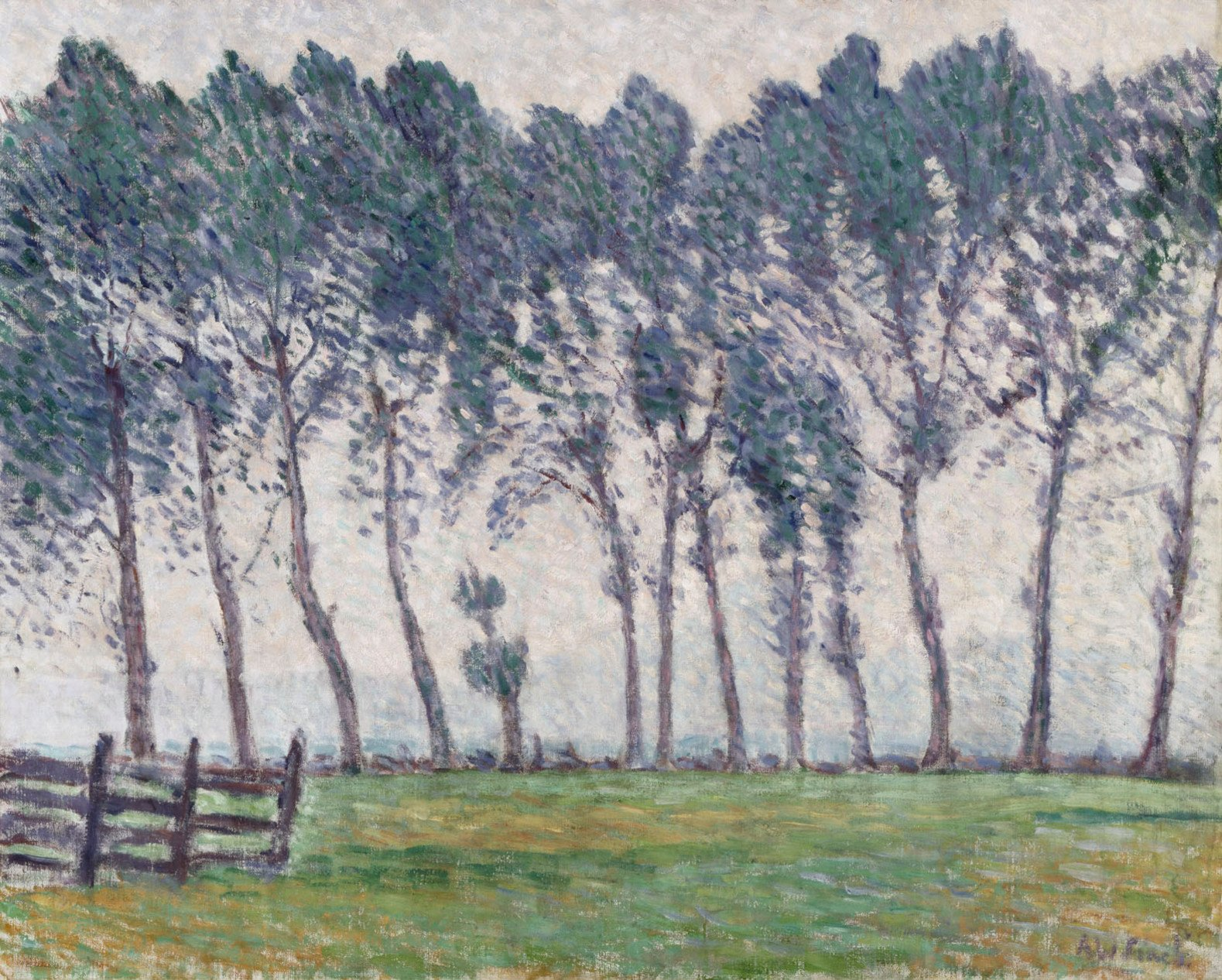
Temps pluvieux Hampton Court, 1907 Galerie nationale de Finlande
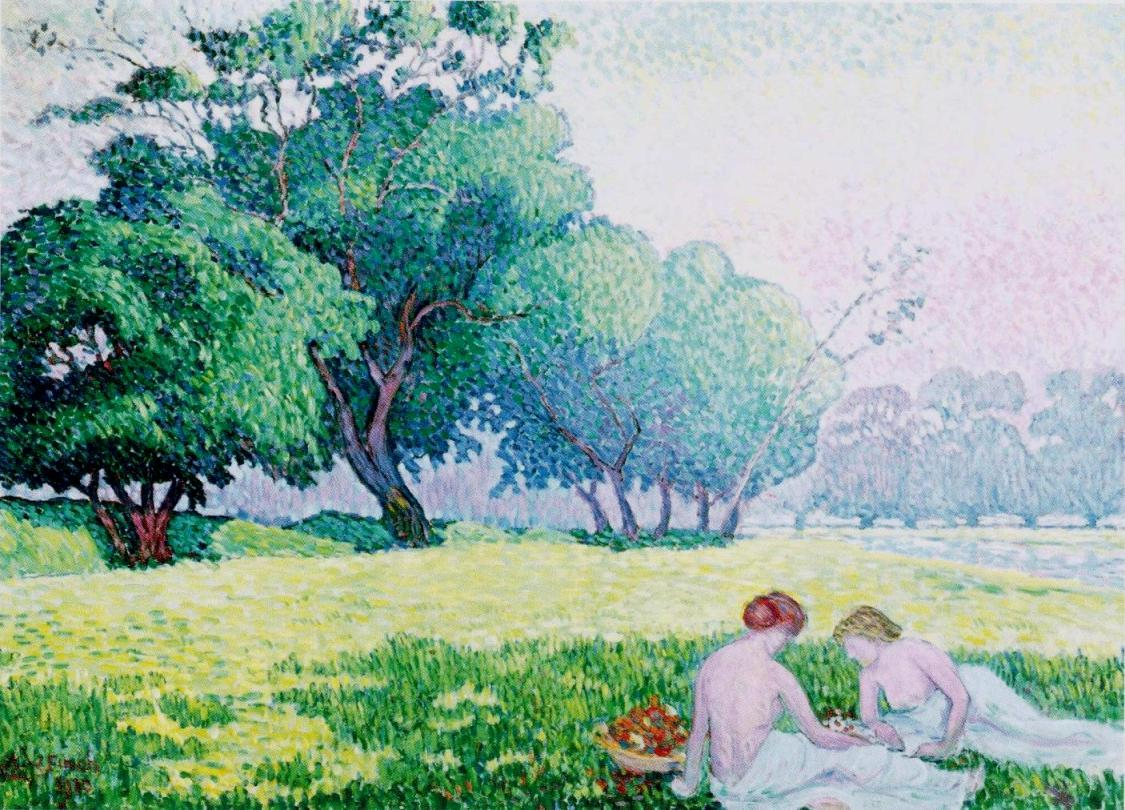
Scene dans un parc, 1910
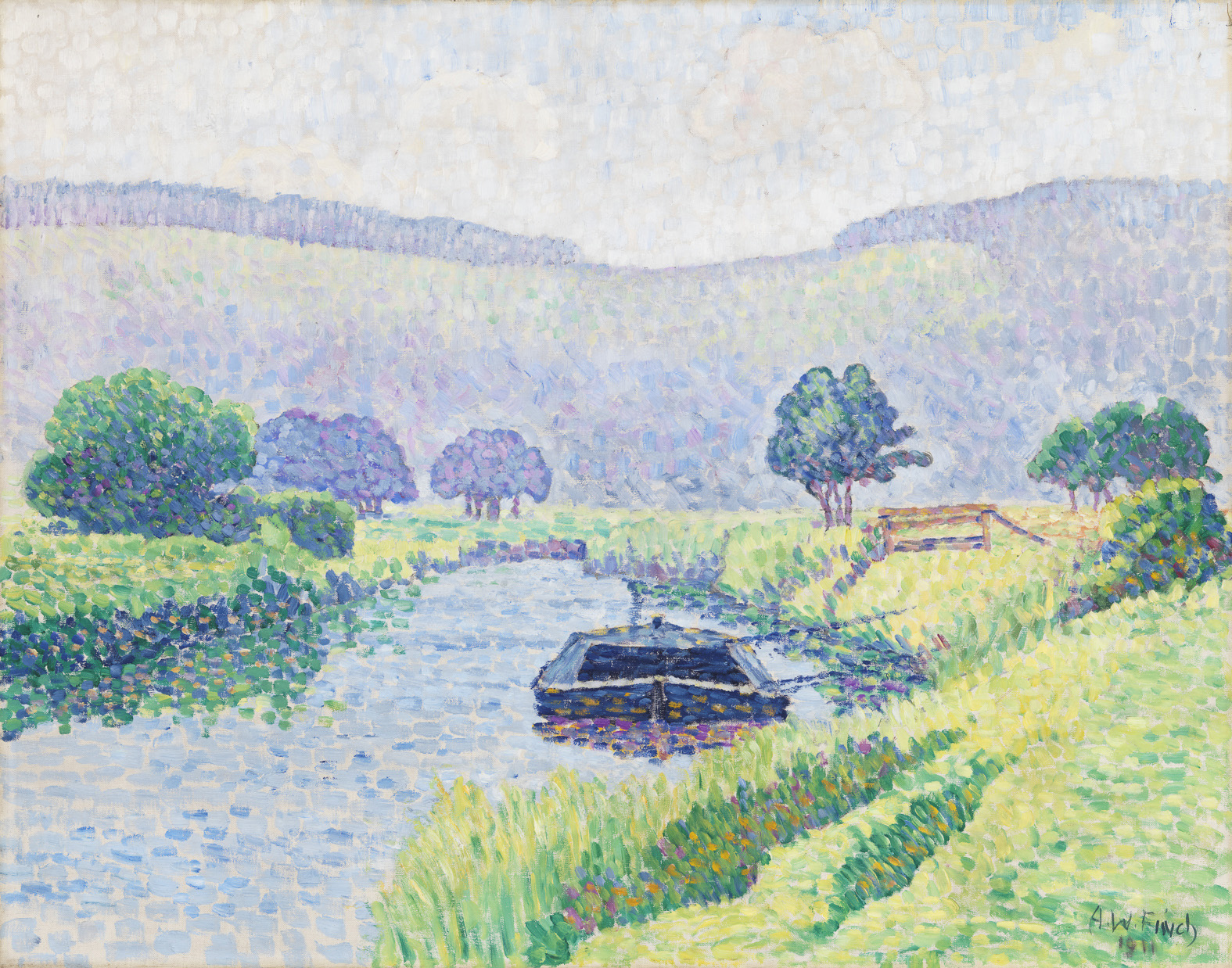
Amberley River Valley, 1911 Galerie nationale de Finlande
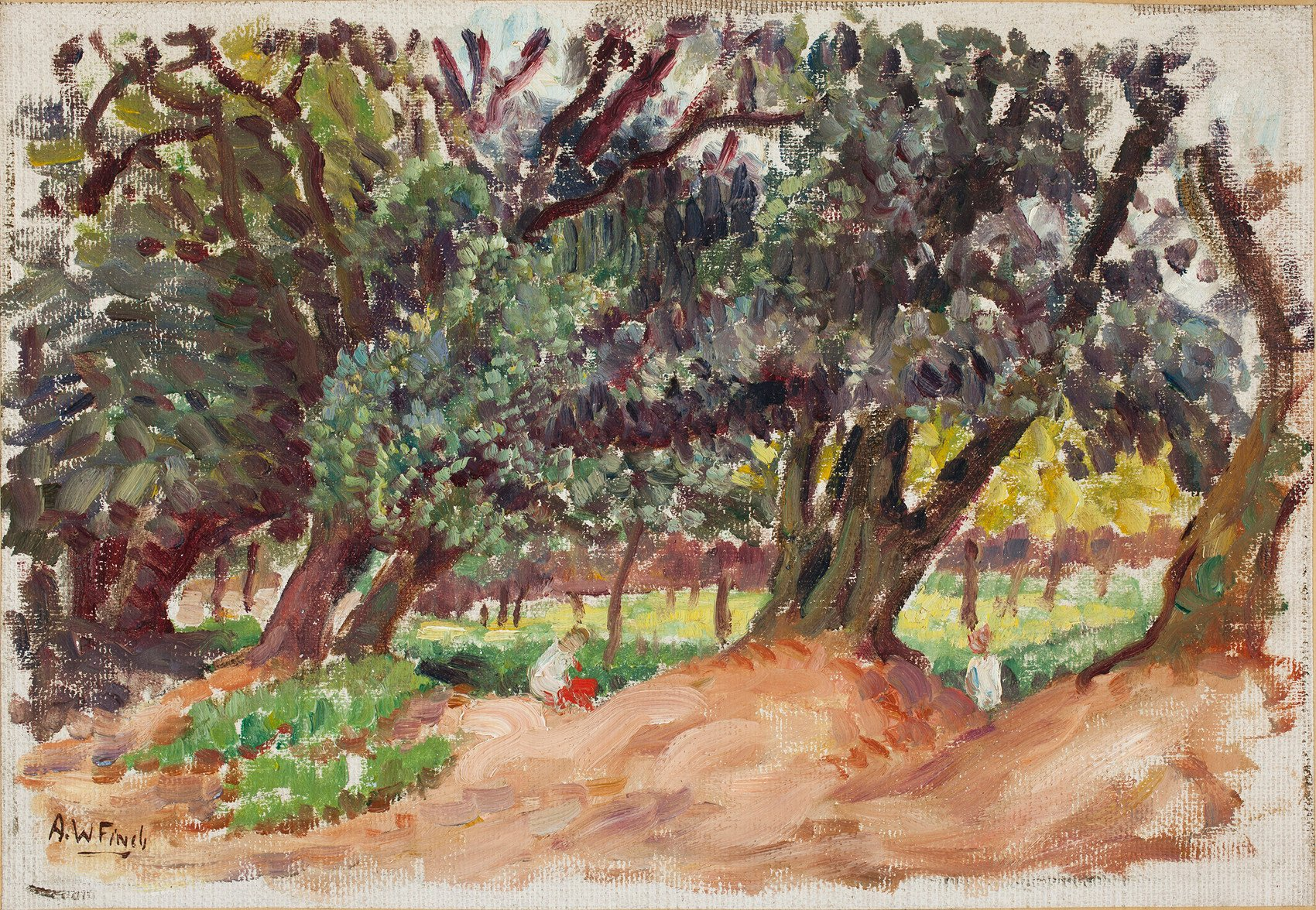
Arbres, 1921 Galerie nationale de Finlande